# Seznam avstralskih matematikov
Seznam avstralskih matematikov.

## B
- Adrian John Baddeley
- Michael Barnsley
- George Batchelor
- Richard Peirce Brent (1946 –)
- Gavin Brown (akademik)

## C
- Peter Jephson Cameron (1947 –)

## G
- Vladimir Gaitsgory (1950 –) (rus.-avstralski)
- Ezra Getzler (1962 –)

## H
- Andrew Hassell
- Charles Angas Hurst

## K
- Igor Kluvánek (1931 – 1993)

## L
- Lyndhurst Giblin

## M
- Alexander MacAuley

## N
- Bernhard Neumann

## P
- Alfred van der Poorten (1942 – 2010)

## S
- Hans Schwerdtfeger (1902 – 1990) (nem.-kanadsko-avstralski)
- Adam Spencer
- John Stillwell
- George Szekeres (1911 – 2005) (madžar.-avstral.)
- Esther Szekeres (1910 – 2005) (madžar.-avstral.)

## T
- Terence Tao (1975 –)  2006

## V
- Mathai Varghese